# Revistas Coquetel
Coquetel é uma divisão da Ediouro Publicações voltada exclusivamente para a área de passatempos. Publica revistas de palavras-cruzadas, caça-palavras, sudoku, entre outros.
Existe desde 1948, quando foi lançada a primeira revista de palavras cruzadas pela editora Ediouro, grupo ao qual pertence e que na época ainda chamava-se Editora Gertum Carneiro S.A. A publicação inaugurou um ramo editorial até então carente no Brasil.
Atualmente, são publicadas mais de 90 revistas mensais com os mais variados tipos de passatempos, desde palavras cruzadas e jogo dos erros, até jogos de lógica e desafios numéricos. As revistas são abrangentes, pois possuem diversos títulos voltados para públicos específicos, como, por exemplo, o infantil, suprido por revistas como “Picolé” e “Brincando e Aprendendo”. As edições variam por níveis de dificuldade, formatos e tipos de passatempos.
A empresa cultiva, paralelamente, um programa solidário chamado “Coquetel nas escolas”, que tem como objetivo auxiliar crianças de todo o Brasil a aprimorar o aprendizado com a ajuda dos passatempos das revistas Coquetel. Cerca de 10.000 instituições de ensino utilizam as revistas como forma de ensinar através do lúdico matérias da grade curricular.[carece de fontes?]
A Editora também atua como syndicate, produzindo passatempos para mais de 600 jornais do Brasil.
Em 2005, lançou no país, o popular quebra-cabeças matemático, o Sudoku.
Em 2006, Coquetel entrou para o Guinness Book, o livro dos recordes. A conquista ocorreu graças à produção da “Maior Palavra Cruzada Direta do Mundo”, que possui medidas gigantescas: 25 m de largura por 1,30 m de altura e 16 mil quadrinhos com cerca de 3 mil definições. O feito pôde ser visto por inúmeras pessoas que visitaram a 19a edição da Bienal do Livro de São Paulo.
Nesse mesmo ano, com o sucesso do Sudoku, lançou a revista Logic Pix, trazendo jogos de lógicas japoneses.
Em 2007, foi escolhida pela World Puzzle Federation para organizar o World Puzzle Championship pela primeira vez no país.